# まんがタイムオリジナル
『まんがタイムオリジナル』は、芳文社から発行されている月刊の4コマ漫画雑誌。
原則として毎月27日（ただし、地域によっては発売日が異なることがある）が発売日である。1982年7月創刊、2015年9月発売の11月号をもって通巻400号を迎えた。

## 現在連載されている作品
（2025年6月号時点）
- ラディカル・ホスピタル（ひらのあゆ、1998年11月号 -）※『まんがタイム』でも連載。『まんがタイムラブリー』、『まんがタイムファミリー』では終了
- となりのフィギュア原型師（丸井まお、2019年3月号 - ）
- ミッドナイトレストラン7to7（胡桃ちの、2020年1月号 - ）※『まんがタイムスペシャル』より移籍
- 元アイドルのハロー！ワーク（雨水汐、2023年1月号 - ）
- かむろの異国料理帖〜すずは出島のくずねりさん〜（山内かひろ、2023年3月号 - ）
- 年下の酒先輩が可愛い（上嶋ハルキ、2023年9月号 - ）
- 沖浪荘202号の漫研部（ぎんもく、2024年4月号 - ）
- かつては最強無敵の勇者様〜姫には内緒のレベルダウン生活〜（高津ケイタ、2024年4月号 - ）
- ムクカノ：無垢で無口な職人彼女と、静かでにぎやかなふたり暮らし（原田繭、2024年4月号 - ）
- はらぺこ母娘と元カレ家主（りおり、2024年5月号 - ）
- うちこもり妻はコスプレ配信者（ねぎし匠美、2024年12月号 - ）
- クールな氷上さんは迫りたい（にゃけ彦、2024年12月号 - ）
- どうにも不器用な夫婦でして。（うみんちゅ、2025年1月号 - ）
- もどかしコンプレックス（三本コヨリ、2025年5月号 - ）

### 長期休載中の主な作品
- マチルダ!―異文化交流記―（茶崎白湯、2009年10 - 11月号ゲスト、2010年1月号 - 2011年7月号・休載中） - 『まんがタイム』でも連載されていた
- 鹿女子［バンビーナ］（新山ハルキ、2013年1月号 - 2014年4月号・休載中 ※1 - 3月号はゲスト扱い）
- ちまりエンプティ（佐藤両々、2013年6月号 - 2014年5月号・休載中 ※6 - 7月号はゲスト扱い、2013年10月号にも休載あり）

## 過去に連載されていた主な作品
- あにゃんがポン（かわばたひろみ）※『まんがタイムジャンボ』でも連載
- 家族な人びと（大西哲也）※『まんがタイムジャンボ』、『まんがタイムファミリー』でも連載
- 泣くな! キャプテン（大西哲也）
- さよちゃんシリーズ（窪田まり子、- 2003年4月号）
- 社長スクランブル!!（芳井一味）
- らいか・デイズ（むんこ、2003年9月号 - 2024年9月号、※2008年1月号 - 3月号、2013年5月号 - 6月号は休載）※『まんがホーム』でも連載
- 天使のすむ家（森島明子、- 2007年6月号）
- バラ色カンパニー（新田朋子）※『まんがタイム』、『まんがタイムファミリー』でも連載
- ぼくんちのアイドルひろみちゃん（なりゆきわかこ） - まんがタイム、まんがホーム、まんがタイムジャンボでも連載
- かつあげ君（平ひさし）※『まんがタイム』、『まんがタイムジャンボ』でも連載。当誌では『三丁目の暗黒街』
- かなりあやしい!?（いのうえさきこ）
- お茶のこサイコロジー（漫画：茶畑るり、監修：ゆうきゆう、- 2007年12月号）
- ツインズナース（後野まつり）※『まんがタイムきらら』より転籍
- 桃香のランチ（作：西ゆうじ、画：國廣幸亜）
- なんちゃって川柳（安斎かなえ）
- ちゆきbe cool!（松田あきひろ）
- アイスもなか（ほへと丸）
- ふるさとカレンダー（さのまこと、- 2008年3月号） - ページの上半分にスケジュールを記載
- にゃミリーワンだほー!（野中のばら、- 2008年5月号）
- スーパーOL バカ女の祭典（山田まりお、- 2008年7月号）
- 病院へ行こう!（大沢たけし）
- ファミ魂（毛利大司）
- あかるい夫婦計画（井上トモコ - 2006年2月号、8月号 - 2009年1月号、6月号 - 2013年8月号、2014年1月号 - 2018年5月号）※『まんがホーム』でも連載
- あさかぜ君（田中しょう、 - 2009年3月号）※『まんがタイム』でも連載
- サクラ町さいず（松田円、- 2009年3月号）※『まんがタイムラブリー』→『まんがタイム』でも連載
- 天使くん（新田にに子、- 2009年3月号）※『まんがタイムファミリー』、『まんがタイム』、『まんがタイムラブリー』などでも連載
- 田舎Days（新田朋子、- 2009年7月号）
- (ビ)プリンセス園華サマ（美月李予、- 2009年8月号） - 正確なタイトル表記は“ビ”を○囲み
- ミラクル☆書店（吉川景都、- 2009年8月号）
- お姫様はFine（こだま学、1992年10月号 - 1993年11月号）
- キレイになっちゃる!!（なりゆきわかこ、1997年1月号 - 1999年1月号）※『まんがタイムファミリー』でも連載
- まんしゅう（唯洋一郎、1997年9月号 - 2018年5月号）※『まんがタイムファミリー』、『週刊漫画TIMES』では終了
- 手前ミソジなOLたち（南ひろこ、1998年12月号 - 2007年6月号）
- ひがわり娘（小坂俊史、1999年6月号ゲスト『日がわり小劇場 午前4時』を改題、1999年9月号 - 2006年12月号）
- 天然一族（高原けんじ、2000年1月号 - 2007年6月号 ※1月号はゲスト扱い）※『まんがタイム』でも連載
- 派遣社員 松島喜久治（ふじのはるか、2000年3月号 - 2010年6月号） - 2007年7月号-2010年6月号は、過去編『ヤング松島喜久治』
- やくみつるのズバリ!!一発勝負（やくみつる、2001年2月号 - 2024年3月号） - 目次の4コマ
- えきすとら以蔵（こだま学、2001年6月号 - 2011年2月号）※『まんがホーム』でも連載
- ぼくの彼女はウエートレス（重野なおき、2002年4月号 - 2003年5月号）
- 夫婦な生活（おーはしるい、2003年3月号 - 2004年9月号）※『まんがホーム』では『もっと!夫婦な生活』と改題して連載
- そこぬけRPG（佐藤両々、2005年10月号 - 2012年10月号）※『まんがタイム』でも連載
- 開運貴婦人 マダム・パープル（安堂友子、2005年10月号 - 2010年12月号）
- アイサレ・サバイバー（深森あき、原案：川上あきこ、2006年11月号 - 2007年8月号）
- プクポン〜みんなのはじまり〜（むねきち、2007年1月号 - 2008年2月号）
- 幼稚の園（小坂俊史、2007年1月号 - 2008年6月号）
- おばあちゃんチップス（平ひさし、2007年2月号 - 2007年9月号）
- L16（レディース・シックスティーン）（東屋めめ、2007年3月号 - 2010年1月号 ※2007年3月号はゲスト扱い）
- 毎週火曜はチューズデイ!（ÖYSTER、2007年5月号 - 2009年4月号）
- タマさん（森ゆきなつ、2007年5月号 - 2008年6月号、不定期にゲスト掲載あり）※『まんがタイム』でも連載
- 花咲だより（高原けんじ、2007年7月号 - 2011年7月号）
- おたママ♥（茶崎白湯、2007年8月号 - 2009年9月号）
- おねがい朝倉さん→社外秘!神田さん（大乃元初奈、2007年9月号、2012年1月号 - 2019年2月号） - 終了後に改題再開、『まんがタイムジャンボ』では『おねがい朝倉さん』がそのまま連載されていたが、『まんがタイム』に移籍
- コロッケ定食（平ひさし、2007年10月号 - 2009年4月号）
- でかけモン（カラスヤサトシ、2007年12月号 - 2009年9月号）
- 13歳のりとるママ（久保田順子、2007年12月号 - 2009年5月号）
- 本日休診（作：桂武英、画：及川こうじ、2008年3月号 - 2009年5月号）
- あなたが主役になった時（松山花子、2008年3月号 - 2010年4月号）
- ハッピーエンドではじめよう（本山理咲、2008年3月号 - 2011年12月号 ※2010年12月号以後偶数月号隔月連載） - ストーリー形式、「塀の上のジゴロたち」より改題
- 時間がない!!（王嶋環、2008年1 - 2月号ゲスト「ラブ30」を改題、2008年7月号 - 2010年12月号）
- ささきまみれ（小坂俊史、2008年7月号 - 2010年2月号）
- アサヒ!〜動物園に行こう〜（吉田仲良、2008年9月号 - 2012年7月号）※『まんがタイム』でも連載
- ムスコン!〜musuko complex〜（浦地コナツ、2008年12月号 - 2009年11月号）
- SPさん（袖山リキ、2009年5月号 - 2010年12月号 ※5 - 7月号はゲスト扱い）
- ただいま勉強中（辻灯子、2009年7月号 - 2010年2月号）※『まんがタイムラブリー』より転籍、『まんがタイムジャンボ』でも連載
- 花の委員長（大西輪、2009年7月号、9月号 - 2010年2月号、4月号 - 9月号、11月号 - 12月号 ※ゲスト扱いのまま長期にわたって掲載）
- 明日もひまわり荘!（松田円、2009年8月号 - 2012年2月号 ※8 - 10月号はゲスト扱い）
- Oh!トラブル小町（新田朋子、2009年8月号 - 2012年1月号）
- ご近所コネクション（岡田がる、2009年8月号 - 2011年1月号）
- アトリエZOOへようこそ!（よしむらなつき、2009年9月号 - 2010年12月号 ※9月号 - 2010年2月号はゲスト扱い）
- （仮）アイドル!（北条晶、2009年6 - 7月号ゲスト『夢見る☆こひつじ』を改題、9月号 - 2010年11月号）
- ふたりぽっぽ（山口舞子、2009年9月号 - 2011年6月号 ※9 - 12月号はゲスト扱い）※『まんがタイム』でも連載
- ひよりすと（魔神ぐり子、2009年10月号 - 2011年12月号 ※10 - 12月号はゲスト扱い）
- 恋は地獄車（瀬戸口みづき、2009年6 - 7月号、11月号ゲスト、2010年1月号 - 2012年10月号）
- 今日から寺バイト（春風道人、2009年5 - 7月号ゲスト、11月号 - 2010年6月号）
- 先生のたまご（みなづき忍、2009年4 - 5、8月号ゲスト、12月号 - 2014年7月号）
- ハルコの晴れの日（星里もちる、2010年3月号 - 2013年1月号 ※2010年5月号以後奇数月号隔月連載、2013年1月号は特別編扱い） - ストーリー形式
- 球場（ボールパーク）のシンデレラ（小坂俊史、2010年3月号 - 2011年8月号）
- 満開! Sister（東屋めめ、2010年4月号 - 2015年2月号）
- 極限ラボ（のしお、2010年1 - 3月号ゲスト、6月号 - 2011年4月号 ※偶数月号隔月連載）
- トリセツなカテキョ（山東ユカ、2010年1月号ゲスト、6月号 - 2015年7月号 ※2011年12月号まで偶数月号隔月連載、2011年1月号にゲスト掲載あり）
- お茶の間クエスト（まがりひろあき、2010年7月号 - 2012年1月号）
- おやすみ魔法使い〜POWDER〜（ふじのはるか、2010年8月号 - 2013年5月号）
- 社長サマは無計画（春風道人、2010年9月号 - 2011年8月号 ※9 - 11月号はゲスト扱い）
- ウワサのユーレイちゃん（平井ケンジロウ、2010年2月号、4月号、9月号、12月号ゲスト、2011年1月号 - 2012年11月号 ※奇数月号隔月連載）
- よゆう酌々（辻灯子、2010年5月号 - 2015年6月号）
- チキン・ミーツ・ガール（G3井田、2010年8月号、2011年1月号 - 9月号 ※第4回「まんがタイム新人4コマ漫画大賞」まんがタイム賞受賞作品、2010年8月号は受賞作の掲載）
- ハコぺけ（高尾じんぐ、2011年1月号 - 9月号 ※1 - 3月号はゲスト扱い）
- ぎんぶら〜銀河ぶらりと調査隊〜（安堂友子、2011年1月号 - 2018年5月号）
- 天使な小悪魔（芳原のぞみ、2011年2月号 - 2012年4月号 ）※『まんがタイムジャンボ』と『まんがタイムラブリー』の並行連載を統合して転籍
- 夏生 ナウ プリンティング!（大乃元初奈、2011年2月号 - 12月号）※『まんがタイムラブリー』より転籍
- 文豪ちゃん（よしむらなつき、2011年2月号 - 7月号 ※2 - 4月号はゲスト扱い）
- オトメシュラン（王嶋環、2011年4月号 - 2014年8月号 ※4 - 8月号はゲスト扱い）
- 放課後KTK（大石コウ、2011年4月号 - 9月号 ※ゲスト扱いのまま長期にわたって掲載）
- トイレノウスさま!（ほんだある、2012年5月号 - 10月号 ※ゲスト扱いのまま長期にわたって掲載）
- あねぐるみ（森繁拓真、2011年9月号 - 2013年10月号 ※9 - 11月号はゲスト扱い、2012年9月号は休載）
- おかん（小坂俊史、2011年9月号 - 2017年1月号 ※9 - 11月号はゲスト扱い）
- おゑど恋愛帳→ヒミツの家光（江茂タツキ、2011年10月号 - 2013年11月号 ※10 - 12月号はゲスト扱い） - 2013年1月号より改題
- 脳内フェスタ（松永みやこ、2011年下半期「新人4コマまんが大賞」奨励賞受賞作『深読みコミュ』（2011年8月号に応募作掲載、9月号ゲスト）の事実上の改題、2011年10月号 - 2018年5月号 ※2011年10月号 - 2012年3月号はゲスト扱い）
- ひよスタ!（松嶋でぇご、2012年1月号 - 2014年5月号 ※1 - 3月号はゲスト扱い）
- 小森さんは断れない!（クール教信者、2012年4月号 - 2025年5月号 ※4 - 6月号はゲスト扱い）
- ゆらゆら薬局（ファーマシー）プラリネ（松田円、2012年4月号 - 2016年9月号 ※2012年4 - 6月号はゲスト扱い）
- 女子校生かんさつ日誌（風良まり、2012年6月号 - 12月号 ※ゲスト扱いのまま長期にわたって掲載）
- かがやけ!工学女子（酒菜屋なかさ、2012年6月号 - 2016年12月号 ※2014年6月号までゲスト扱い）
- オモテもウラも才俄センセイ!（かやッぺ、2012年12月号、2013年2月号 - 9月号 ※ゲスト扱いのまま長期にわたって掲載）
- 電車のお姫様。（永𠮷たける、2013年1月号 - 2015年9月号 ※1 - 3月号はゲスト扱い）
- かでん屋さんの基礎知識（風良まり、2013年1月号 - ※1 - 5月号はゲスト扱い）
- 鈴木くんさん（シミズポリポリ、2013年6月号 - 2014年2月号 ※ゲスト扱いのまま長期にわたって掲載）
- 機動教師アルファさん（ユーキ、2013年8月号 - 2014年2月号 ※ゲスト扱いのまま長期にわたって掲載）
- カフェぽぽのチノちゃん。（神馬耶樹、2013年9月号 - 2014年8月号 ※ゲスト扱いのまま長期にわたって掲載）
- 花と女子高生（大河内ゆき、2013年12月号 - 2014年4月号、6月号 - 2015年1月号、3月号 ※ゲスト扱いのまま長期にわたって掲載）
- 春雨平安日記（松阪、2013年12月号、2014年2月号 - 2015年1月号 ※ゲスト扱いのまま長期にわたって掲載） - 2013年11月号「新人ギャグまんが展」掲載作品（無題であるが実質的にその続編ないしリメイク。「松阪英美」名義）
- あまかす*あくとれす（オオトリキノト、2014年5月号 - 2015年2月号 ※ゲスト扱い長期にわたって掲載）
- みつめるっ! 上野さん（中邑天、2014年5月号 - ※ゲスト扱い）
- 放課後すずなり倶楽部!（みなづき忍、2014年8月号 - 2016年9月号 ※ゲスト扱い）
- 神崎さんに見つかりたい!（のらじゃ、2014年8月号 - 2015年5月号、8月号 - 2018年1月号 ※ゲスト扱い）
- どす恋!りきしー女（銅代きいろ、2014年8月号 - 2015年1月号、3月号 - 5月号、7月号、9月号 - 2018年4月号 ※ゲスト扱い） - 2014年7月号「新人ギャグまんが展」掲載作品（無題であるが実質的にその続編ないしリメイク）
- たよスポ!（王嶋環、2014年9月号 - 2017年3月号 ※2014年9月号 - 2015年9月号はゲスト扱い）
- お手紙、あたためますか?（ぴりか、2015年2月号 - 5月号、9月号 - ※ゲスト扱い）
- 迷想乙女の文学会議（吉村琉香、2015年2月号 - 2016年4月号 ※2 - 5月号はゲスト扱い）
- 北斎のむすめ。（松阪、2015年2月号 -  2018年6月号 ※ゲスト扱い）
- 秘書の仕事じゃありません（東屋めめ、2015年3月号 - ※ゲスト扱い） - まんがタイムの連載作品
- リドルゲーム〜沖島くんのキャンパス事件帳〜（秋月カイネ、2015年5月号 - 9月号 ※ゲスト扱い） - ストーリー形式
- 敗者復活戦!（辻灯子、2015年7月号 - 10月号 ※ゲスト扱い）※『まんがホーム』の連載作品
- ばってんxバーテン!（山東ユカ、2015年8月号 - 10月号、12月号 ※ゲスト扱い）
- スズちゃんでしょ!（辻灯子、2015年11月号 - 2019年12月号）
- コスプレ先生の絵画教室（東屋めめ、2016年5月号 - 2019年1月号）
- 美軍師張良（秦和生、2016年5月号 - 2019年1月号）
- ここから風林火山（柳原満月、2016年6月号 - 2019年5月号）
- カントリー少女は都会をめざす!?（鬼龍駿河、2016年11月号 - 2024年3月号）
- ねこにまたたび恋ばなし（松田円、2016年11月号 - 2019年10月号）
- 予行恋習カノジョ（アジイチ、2017年1月号 - 2019年12月号）
- きっと愛され女子になる!（瀬戸口みづき、2017年3月号 - 2019年4月号）
- ひとりで飲めるもん!（コナリミサト、2017年8月号 - 2019年2月号）
- 妹のおシゴトは時給2000円（遠山えま、2018年6月号 - 2018年12月号）※『まんがタイムファミリー』より移籍
- おしかけツインテール（高津ケイタ、2018年6月号 - 2023年7月号）※『まんがタイムファミリー』より移籍
- マイ.ベスト.腐レンズ（星海はやと、2018年6月号 - 2019年3月号※ゲスト扱い）※『まんがタイムファミリー』より移籍
- わさんぼん〜和菓子屋顛末記〜（佐藤両々、2018年7月号 - 2020年10月号）※『まんがタイムファミリー』より移籍、不定期連載
- 大奥より愛をこめて（松坂、2018年8月号 - 2021年2月号）
- 夕暮れ団地の幽霊彼女（田口ホシノ、2018年9月号 - 2018年12月号 ※ゲスト扱い）※『まんがタイムファミリー』より移籍
- ネコがOLに見えて困ります（鳴海アミヤ、2018年10月号 - 2021年3月号、2021年9月号 - 2022年7月号）
- 僕は女心なんて知りたくない（トモエキコ、2019年1月号 - 2020年10月号）
- うららのパンツは店長を困らせる（saku、2019年2月号 - 2021年11月号）
- とびだせT.O.Z（さくまりょう、2019年3月号 - 2022年6月号）
- 敷金礼金ヤンキー付き（namiki、2019年5月号 - 2024年3月号）
- ローカル女子の遠吠え（瀬戸口みづき、2019年5月号 - 2021年1月号）※『まんがタイム』（2019年12月号までは『まんがタイムスペシャル』）でも連載
- 通勤通学クエスト（金田ライ、2019年7月号 - 2024年3月号）
- 大家さんは思春期!（水瀬るるう、2020年1月号 - 2021年7月号）※『まんがタイムスペシャル』より移籍。『まんがタイム』でも連載
- 可愛い上司を困らせたい（タチバナロク、2020年1月号 - 2024年9月号）※『まんがタイムスペシャル』より移籍
- Dr.こよりの美味カルテ（按図よしひろ、2020年5月号 - 2022年7月号）
- 負け恋。〜ずるい恋の始め方〜（近衛桜月、2020年5月号 - 2023年2月号）
- 止まった世界の歩き方（おたき、2020年11月号 - 2022年3月号）
- 氷室君は板野さんの事が覚えられない（かわのゆうすけ、2020年11月号 - 2024年3月号）
- オネェの恋のはじめかた（真木たなひ、2020年12月号 - 2024年3月号）
- おひとり好きの富士宮さん（イチノセ、2021年1月号 - 2023年7月号）
- 冷めないふたりのひとりご飯（きたむらましゅう、2021年3月号 - 2023年10月号）※『まんがタイム』でも連載
- 鈴宮さんのダジャレをスルーできない（ため、2021年4月号 - 2024年3月号）
- おだまき君の道草ごはん（佐倉色、2021年8月号 - 2024年7月号）
- 夏っちゃんはととのわせたい（らぱ☆、2021年10月号 - 2024年3月号）
- 葉山さんのまんがの泉（Aki-ra、2022年2月号 - 2022年11月号）
- 貧乏神はポイ活中（川上なち助、2022年8月号 - 2023年8月号）
- 慧都様にはお見通し!?（房、2022年9月号 - 2024年9月号）
- アイドルはお忍びchu♡（青島かなえ、2022年10月号 - 2025年3月号）
- ヤンキー、ザコ男に片想い（やまうち、2023年1月号 - 2024年3月号）
- お憑かれですね杏子さん（タカスギコウ、2023年8月号 - 2024年12月号）

## 映像化
| 作品                | 放送年 | アニメーション制作                   | 備考              |
| ------------------- | ------ | ------------------------------------ | ----------------- |
| 小森さんは断れない! | 2015年 | アニメーションスタジオ・アートランド | 3分枠の短編アニメ |

本誌へ移籍前には『大家さんは思春期!』がテレビアニメ化されている。
| 作品                | 放送年 | 制作            | 備考 |
| ------------------- | ------ | --------------- | ---- |
| ひとりで飲めるもん! | 2021年 | WOWOW、The icon |      |

## 表紙の変遷
4コマ誌においては、他のジャンルの漫画雑誌と異なり、表紙イラストが1名の作家によって複数月連続して担当される、という特徴がある。創刊号では平ひさしの『ひょうきん同心』、以後は同じく平ひさしの『三丁目の暗黒街』（『かつあげ君』の当誌でのタイトル）や、小池田マヤの『僕のかわいい上司さま』、田中しょうの『あさかぜ君』が表紙を飾っていた。2002年5月号以降、表紙メインはひらのあゆの『ラディカル・ホスピタル』である（2012年現在、他に数人がカット絵を寄せている）。